# Günbuldu, Aydıntepe
Günbuldu là một xã thuộc huyện Aydıntepe, tỉnh Bayburt, Thổ Nhĩ Kỳ. Dân số thời điểm năm 2010 là 16 người.